# 細川泉一郎
細川 泉一郎（ほそかわ せんいちろう 1908年8月22日 - 2000年5月1日）は、元日本国有鉄道常務、技師。元日本車輌製造副社長。

## 来歴・人物
東京府生まれ。東京府立一中などを経て、1931年に東京帝国大学工学部機械工学科卒業。同年、鉄道省入省。大宮工場長などを経て、主任技師時代に島秀雄の後を受けD51設計に携わる。その後、鉄道省工作局長兼車輌設計事務所長に就任。
戦後も、国鉄常務理事、北海道支社長に。国鉄工作局長時代には、新幹線生みの基礎となるビジネス特急･こだま号を完成させる。退職後は、日本車輌製造車輌本部長兼技師長、常務、専務、副社長を歴任した。
弟の細川泉二郎は、東京学芸大学名誉教授（英文学）で、和英辞書の編集（講談社）やシェークスピア文学の先駆者として邦訳を担当、啓蒙活動に努めた。